# 今際の国のアリス (テレビドラマ)
『今際の国のアリス』（いまわのくにのアリス、英: Alice in Borderland）は、日本のテレビドラマ。麻生羽呂による同題の漫画を原作として、Netflixにて世界190か国に配信されている。主演は山﨑賢人・土屋太鳳。
2020年12月10日よりシーズン1が配信され、同月24日にシーズン2の製作が発表、2022年12月22日よりシーズン2が配信されている。2023年9月28日、シーズン3の制作が発表された。2025年9月25日より"げぇむ"が開始予定。

## あらすじ

### シーズン1
落ちこぼれの青年・有栖良平（アリス）は優秀な弟と比べられ、自室にこもってゲームばかりする怠惰な暮らしを送っていた。ある日実家に嫌気がさして軽い気持ちで家出をし、親友であり落ちこぼれ仲間のカルベ、チョータらと渋谷に繰り出す。
3人は渋谷スクランブル交差点の真ん中でふざけていたところ、複数の車を巻き込む交通事故を起こしてしまう。周囲と警察の目を逃れてハチ公前改札内のトイレの個室に逃げ込んだ3人は、突如停電に遭う。スマホの電源も落ち、周囲に訪れた静寂を不審に思い個室を出た3人が目にしたのは、もぬけの殻となり変わり果てた東京の街の姿であった。
無人の東京を訝しみながらも謳歌していた彼らであったが、夜になると突如周囲に電気が灯り、電光掲示が3人をある雑居ビルへと導いた。そこで出会った女性・シブキはアリスたちに、この世界で生きていくためには命を賭けた「GAME」に参加し、それをクリアしていかねばならないことを告げる。GAME「生きるか死ぬか」において、実際に一瞬で人が死ぬ姿を目撃したアリスは、その言葉が紛れもない事実であることを知り、命からがらゲームをクリアする。
この世界やGAMEについて知るべく、「おにごっこ」に挑んだアリスとカルベは、多数の死者を出しながらもクリアすることに成功する。その後、仲間と共に協力してクリアしようとGAME「かくれんぼ」に挑んだアリス達だったが、4人のうち1人しか生き残れないルールであったために、カルべ、チョータを亡くしてしまう。ゲーム後に自暴自棄になったアリスは、こちらの世界で知り合った女性プレイヤー宇佐木柚葉（ウサギ）に救われ、行動を共にするようになる。
やがてアリスとウサギは、この世界で行われるGAMEを集団で攻略し、元の世界へ戻ることを目的とするプレイヤー組織・「ビーチ」の存在にたどり着く。ビーチの創始者にして序列No.1・ボーシヤは、アリスたちに、GAMEクリア時に獲得できるトランプを全52種類集めることで、選ばれた１人のプレイヤーが「国」と呼ばれるこの世界から出国できるのだと告げる。
ビーチが拠点とする廃ホテルはライフラインが完備され食事や寝床に困らず、娯楽も用意されておりまるで楽園のように思われたが、組織内部には「カルト派」と「武闘派」の派閥争い、裏切り、革命の陰謀といった各々の思惑が渦巻いていた。アリスとウサギはビーチ所属のプレイヤーとしてトランプ集めに参加することになり、GAME「ディスタンス」をクリアする。その後、あるきっかけにより、陰でビーチ転覆を図る幹部・チシヤの勢力に加担することになる。
そんな中、ボーシヤが死亡したことでついにビーチの秩序が崩壊。直後にビーチ施設内で別の殺人事件が発生し、難易度「♥10」の犯人当てゲーム「魔女狩り」が始動した。元自衛官のプレイヤーアグニが率いる武闘派は大量虐殺による「魔女狩り」攻略を目論み、ビーチメンバー全員を巻き込んだ大規模な争いへと発展する。殺人犯である「魔女」、武闘派勢力、逃げ惑う一般プレイヤー、冷静に事件の捜査を行う者、ビーチを裏切り自らの野望へ進む者、そしてゲーム主催者。様々な思いが交錯する中、アリスはGAME攻略の糸口を掴もうと奮闘する。

### シーズン2
絵札以外の全てのトランプが揃ったことでついに「NEXT STAGE」が起動した。東京上空に現れた12機の飛行船はそれぞれトランプの絵札が描かれた巨大な垂れ幕を提げており、各地でそれぞれの絵札を司る主催者側のプレイヤー「国民」とのGAMEが開催されるのである。
NEXT STAGE開始直後、チシヤ、クイナらと再開したアリス、ウサギたちを突如として容赦ない銃弾の雨が襲う。12の絵札のGAMEのうち、「♠K」だけはこの国全体をフィールドとする命懸けのサバイバルゲームであり、NEXT STAGE開催期間中、プレイヤーたちは常にスペードのキングによる襲撃の恐怖に晒されることとなる。
アリスたちは元ビーチ幹部で鑑識課刑事のアン、元ビーチ整備士のタッタらの協力を得て命からがら逃げ出すことに成功するが、逃走の道中でチシヤやアンとははぐれてしまう。アリスは「♠K」以外の絵札のGAMEにエントリーすることで、スペードのキングの虐殺から一時的に逃れることを思いつく。アリス・ウサギ・クイナ・タッタは4人チームを組んで、「♣K」キューマ率いるチームとGAME「すうとり」で対決し、タッタの犠牲もあり絶体絶命の中で勝利を収める。
その頃、チシヤもその頭脳を生かして、単独で「♥J」が暗躍するGAME「どくぼう」に挑むことになる。疑心暗鬼の集団パニックになる中、多数のプレイヤーの犠牲者が出たものの、チシヤは数名の生存者と共にクリアすることに成功する。一方でアンは、真実を解き明かすべく単独で調査を開始し、東京23区外辺境の深い山へと踏み入っていく。
GAME「ちぇっくめいと」に挑んだアリスとウサギは、幼い子供のプレイヤーを守るために奮闘して、相手プレイヤーを説得していきクリアすることに成功する。一方、チシヤはGAME「てんびん」へ挑戦し、そこでビーチ幹部のクズリュウが現れ、彼こそが「♦K」であることが判明する。
その後、ビーチで重度の火傷を負いながらも生き延びたニラギが、アリスの前に現れ銃で脅してプライベートなGAMEを強要してくる。ウサギに発砲して脅すニラギを、やむなくアリスは散弾銃で撃つが、ウサギを庇ったチシヤが撃たれてしまう。直後、「♠K」が現れて殺戮が開始され、元自衛隊員のアグニや弓矢使いのヘイヤ、アン、クイナらと共に攻略が始まる。激しい戦闘の中で仲間たちが倒れていき、ヘイヤとアンが死亡するも、「♠K」を倒すことに成功する。
ついに、最後のGAME「クロッケー」が開始され、「♥Q」との対決が始まる。
絵札のGAMEを運営する「国民」とは何者なのか。この「国」は一体何なのか、「主催者」の目的とは何か、プレイヤーたちはなぜGAMEに参加させられているのか。全ての謎の「答え」を解き明かし、そして元の世界へ帰るため、アリスたちは更なる戦いに挑む。

## 主な登場人物

### 主要人物
有栖良平 / アリス
演 - 山﨑賢人
本作の主人公。些細な情報を見落とさない観察眼と、現実世界でプレイしていたゲームで培った思考力を武器とし、仲間の言葉やGAMEのルールから画期的な攻略法を見いだす。ドラマ版では大学を中退した無職で年齢設定は24歳。
宇佐木柚葉 / ウサギ
演 - 土屋太鳳
初登場は原作と同じ「♠5」。「♥7」をクリアしたアリスと共に行動し「ビーチ」を目指す。
苣屋駿太郎 / チシヤ
演 - 村上虹郎
原作と同じく初登場は「♠5」。原作と異なり拳銃を持ち込んでおらず、自作のスタンガンでアリスやウサギ達のゲーム攻略を手助けした。原作と同じく人を見下したような性格をしている。ただし、原作と異なり現実世界で担当患者の少年やその母親に優しく接する描写もある。
原作では参加していなかった「♥J」に参加しており、「♥J」は彼の視点を中心に描かれる。

### 第1シーズン

#### 序盤
勢川張太 / チョータ
演 - 森永悠希
アリスの友人。社会人（IT系会社に勤務）であり、宗教にハマっている母から定期的にお金をせびられている。その母の影響からたびたび祈る癖がある。機械に詳しい描写があり、「今際の国」内でもICチップを使用していないラジオなどの機器は使用可能であることに気づいた。原作と同じく「♥7」にてカルベ、シブキと共にアリスに命を託し死亡する。
苅部大吉 / カルベ
演 - 町田啓太（劇団EXILE）
アリスの友人。原作とは違い酒場のマスターではなく社員として働いていたが、店長の恋人に手を出したことによりクビになる。「♥7」ではアリスに希望を託し、アリスの目の前で死亡する。
紫吹小織 / シブキ
演 - 水崎綾女
原作と同じく初登場は「♣3」。一緒に参加していた女子高生を自身の生存のために利用し死なせたとしてカルベから非難されつつ、アリスの導いた解答に従いゲームをクリアする。その後原作と同じく「♥7」にてチョータ、カルベと共に死亡する。
現世では銀行勤務であり、上司と身体の関係を持つことで人事における利益を得ていた過去が描かれる。

#### 中盤
竜田康大 / タッタ
演 - 渡辺佑太朗
初登場は「♠5」。「おに」による発砲を浴びる中アリスに助けられる。「♠5」クリア後はビーチで整備士として暮らしている。
粟国杜園 / アグニ
演 - 青柳翔（劇団EXILE）
原作と異なり、初登場は「♠5」。カルベと共に「おに」の制圧を画策し直接戦闘する。ビーチでは実質的にNo2のポジションにいるが、原作と異なり序列2位ではなく、ボーシヤ死亡後の幹部会議で武力によりNo.1の座を継承する。
原作と同じくボウシヤとは幼馴染。ビーチを運営するうち次第に暴走していくボーシヤとビーチの先行きを案じ、ボーシヤの説得を試みるも決裂。ボーシヤに銃口を向けられ反射的に発砲、ボーシヤを殺害する。
「まじょがり終盤」、暴走したニラギを燃え盛る火に押し込み、彼と共に消息不明となる。
タクマ
演 - 大内田悠平
「ディスタンス」参加者。
ヤマネ
演 - 佐野和真
「ディスタンス」参加者。
セイザン
演 - 山根和馬
「ディスタンス」参加者。

#### 終盤
安梨鶴奈 / アン
演 - 三吉彩花
原作と同じくビーチにて登場。「♦4」にアリスと共に参加。原作とは異なり、100%正解となる解法にたどり着いた上でアリスに判断を任せ、アリスの資質を試した。
死亡したプレイヤーの脳を解剖しICチップを探す、ボーシヤの遺体から取り出した弾丸の線状痕からボーシヤ殺しの犯人はビーチにいる事を突き止めるなど、警視庁鑑識課所属刑事としての技術を遺憾なく発揮している。
「♥10」では原作と同じようにナイフの指紋鑑識を行い、GAMEクリアに大きく貢献する。
「NEXT STAGE」ではアリスらとはぐれた後、東京23区外の山間を踏査し、「今際の国」の構造の真実に迫ろうとする。
韮木傑 / ニラギ
演 - 桜田通
原作と同じく初登場はビーチ。「♠6」に参加している。
死亡したボーシヤを所持している銃で何度も叩き唾を吐いたり、アグニがリーダーになるように幹部メンバーやアリスをラスボスと共に武器で脅したりと、原作より更に過激な性格になっている。
地味な見た目と性格でいじめっ子達にいじめられていた過去を持っている。「♥10」終盤では原作と同じようにチシヤお手製火炎放射器で全身を焼かれてしまう。
アリスによる真相解明直後のホテルロビーに火を持って侵入し暴走するも、アグニの決死の覚悟により燃え盛る火の中に連れ込まれ消息不明となる。
水鶏光 / クイナ
演 - 朝比奈彩
原作と同じく初登場はビーチ。チシヤと協力関係にあり、ビーチにやってきたアリスらの様子を窺う。アリス、アン、タッタと共に「♦4」に参加。
「まじょがり」にてラスボスと戦闘。原作と同じく、空手の経験者であることやトランスジェンダーである過去が明かされた。
佐村隆寅 / ラスボス
演 - 栁俊太郎
原作と同じくラスボスと呼ばれている。基本的な設定は原作と同じであり、自室に引きこもってブログを書く日々を送っている。
「まじょがり」にてクイナと戦う。グラスを割り地面に破片を撒き散らしクイナの空手を封じていたが、気絶させられその後は燃え盛るビーチで火に呑まれ最期を迎える。
九条朝陽 / アサヒ
演 - 吉田美月喜
原作と同じくいつもモモカと共に行動している。「まじょがり」終盤、自身に注目を集めることにより暴走するアグニを止めるため、ロビーにいたプレイヤー全員に自分がこのGAMEの「ディーラー」であると宣言。ペナルティにより即座にレーザーで撃ち抜かれ死亡する。
「今際の国」滞在初期に拾ったスマートフォンで滞在中の様子を記録しており、そこにはディーラーらがGAMEを管理する施設を盗撮したものも含まれていた。このスマートフォンはアサヒ死亡後アリスの手元に渡り、アリスらが世界の真相にたどり着くヒントとなる。
九頭龍慧一 / クズリュウ
演 - 阿部力
原作と同じくビーチ幹部メンバーとして行動している。
初登場時の序列はNo.2であり、ボーシヤ死亡に伴いビーチのリーダーを引き継ぐはずであったが、武闘派の強行採決によりアグニにその座を奪われる。
弾間剛 / ボーシヤ
演 - 金子ノブアキ
原作と同じくビーチのボス。原作のおちゃらけたような性格とは異なり、厳格な性格やカルト教祖的なカリスマ性が強調されている。
現世では過去にホストクラブを経営しており、ホストとしての矜持を徹底するあまり勤務するホストを追い詰め、自殺に追い込んだ過去を持っている。後に父の跡を継いで帽子屋となる。
歌舞伎町の「GAME」に参加した後、アグニと口論となり、決裂。アグニに空砲を込めた銃を向けることで敢えて挑発し、射殺される。
加納未来 / ミラ
演 - 仲里依紗
ビーチ幹部の女性。「まじょがり」が終わるとどこかに消え、その後特別国民放送にて短い日にちで絵札以外のゲームを全て終わらせたアリス達プレイヤーを褒め称え、「ネクストステージ」の開催を知らせる。
原作とは異なり幹部会議で「♥7」をクリアしたアリスを揶揄するなど、嫌らしい性格をしている。

### 第2シーズン

#### 序盤
クラブのキング/キューマ
演 - 山下智久
「スウトリ」での対戦相手。
シタラ
演 - 志磨遼平
「スウトリ」での対戦相手。
ウタ
演 - 浦浜アリサ
「スウトリ」での対戦相手。
マキ
演 - 栄信
「スウトリ」での対戦相手。
ゴーケン
演 - 奥野瑛太
「スウトリ」での対戦相手。

## キャスト

### シーズン1
- 有栖良平/アリス - 山﨑賢人
- 宇佐木柚葉/ウサギ - 土屋太鳳
- 勢川張太/チョータ - 森永悠希
- 苅部大吉/カルベ - 町田啓太（劇団EXILE）
- 紫吹小織/シブキ - 水崎綾女
- ミナミ - 大出菜々子

「ビーチ」関係者
- 苣屋駿太郎/チシヤ - 村上虹郎
- 水鶏光/クイナ - 朝比奈彩
- 竜田康大/タッタ - 渡辺佑太朗
- 弾間剛/ボーシヤ - 金子ノブアキ
- 粟国杜園/アグニ - 青柳翔（劇団EXILE）
- ハートのクイーン/加納未来/ミラ - 仲里依紗
- ダイヤのキング/九頭龍慧一/クズリュウ - 阿部力
- 安梨鶴奈/アン - 三吉彩花
- 韮木傑/ニラギ - 桜田通
- 佐村隆寅/ラスボス - 栁俊太郎
- アサヒ - 吉田美月喜
- モモカ - 矢崎希菜
- 男性 - 麻生羽呂（カメオ出演）[10][11]

「おにごっこ」参加者
- ニトベ - 松浦祐也
- ウミガメ - 松澤匠
- 「おに」 - 秋場千鶴子

「ディスタンス」参加者
- タクマ - 大内田悠平
- ヤマネ - 佐野和真
- セイザン - 山根和馬

その他
- アリスの父 - 小木茂光 [12]
- ウサギの父 - 平山祐介 [12]
- 過去のクイナ - 板垣李光人 [12]

### シーズン2
- ヘイヤ - 恒松祐里
- ノゾミ - 柳生みゆ
- コウタ - 太田琉星
- スペードのキング/シーラビ - 谷田歩
- スペードのクイーン/リサ - 山本千尋
- ダイヤのジャック/アモン - 土井よしお

「すうとり」参加者
- クラブのキング/キューマ - 山下智久[13]
- シタラ - 志磨遼平[13]
- ウタ - 浦浜アリサ[13]
- マキ - 栄信[13]
- ゴーケン - 奥野瑛太[13]

「どくぼう」参加者
- イッペイ - 森優作 [14]
- ウルミ - 山田愛奈 [14]
- ゲンキ - 渡部龍平 [14]
- セト - 小日向星一 [14]
- メイサ - 秋山ゆずき [14]
- シノブ - 羽柴志織 [14]
- カケル - 長谷川ティティ
- カネコ - 小島遊園地
- ヤバ - 毎熊克哉 [14]
- コトコ - さとうほなみ [14]
- バンダ - 磯村勇斗 [14]
- ハートのジャック/マツシタ - 井之脇海 [14]

「てんびん」参加者
- ヤシゲ - 橋本じゅん
- アスマ - 兼松若人
- ダイモン - 佐津川愛美

## スタッフ
- 原作 - 麻生羽呂『今際の国のアリス』（小学館）[15][16]
- 監督 - 佐藤信介[15][16]
- 脚本 - 渡部辰城[15]、倉光泰子[15][16]、佐藤信介[15][16]
- 音楽 - やまだ豊[17][16]
- 撮影監督 - 河津太郎[17][16]
- 美術監督 - 斎藤岩男[17][16]
- アクション監督 - 下村勇二[17][16]
- スタントダブル - 坂口茉琴[18][19]、日野由佳[19]
- VFXスーパーバイザー - 神谷誠[17][16]、土井淳[17][16]
- 造園 - 西田敏行[20]、砂川賢二郎、小崎金也、落合生嗣、堀田英孝
- エグゼクティブプロデューサー - 坂本和隆[17][16]
- プロデューサー - 森井輝[17][16]
- 企画・制作 - ROBOT[15][16]

## 製作
製作は海外配信を前提に進められた。とくに、映画と同等以上の潤沢な予算をかけることや、海外の視聴者にも理解しやすい内容にすることが意識された。製作現場では、Netflix側によりグローバル基準でのハラスメント防止活動（リスペクト・トレーニング）も推進された。
本作の舞台は東京だが、ロケ地は日本各地に及んだ。例えば、兵庫県神戸市の団地、神戸港港島トンネル、大阪府の咲くやこの花館、滋賀県の旧ロイヤルオークホテル、奈良県の旧奈良監獄、北九州の火力発電所、名古屋市街、富山市街などで撮影された。日本では珍しく公道でのカーチェイス撮影も行われた。
本作の撮影に使われている「無人となった渋谷」の風景は、その多くが役者の演技をブルーバック撮影したものを、背景を3DCG合成することで製作されている。撮影が行われた栃木県の足利スクランブルシティスタジオには、1.5ヘクタールの土地に、ビル以外の地下鉄入口・道路・信号機などが本物そっくりに作られている渋谷の街の野外セットがあり、そのセットで俳優の演技を撮影したフィルムを元に、3DCGで作成したビルなどの渋谷の風景を合成して実現されている。同スタジオで作成されている作品には、日本映画『サイレント・トーキョー』、中国映画『唐人街探偵 東京MISSION』などがある。

## 反響・評価
シーズン1は日本や海外の視聴者数ランキングで上位に入り、海外のサイトでも高評価をされている。2021年1月には世界の視聴者世帯数が1800万人を超えた。同年10月には第3回アジアコンテンツアワードにてシーズン1が「Best Creative賞」「Best OTT Original賞」「Technical Achievement賞」「Creative Beyond Border賞」「Best Actress賞（土屋太鳳）」の計5部門でノミネートされ、Creative Beyond Border部門で最優秀賞を受賞した。
シーズン2も視聴者数は好調であり、配信後のNetflix Top 10 on－Globalでは、初登場で1位にランク入りして二位以下には大差をつける視聴者数を記録した。翌週も1位にランク入りしている。その後、世界90か国でTOP10入りし、9か国で首位を獲得した。配信開始から4週間後には日本発作品としては最高記録となる視聴時間は2億時間を突破し、日本の「今日のシリーズTOP10」で14日連続1位獲得した。
ヒットの理由として、高クオリティな撮影技術やアクション、印象的なストーリーやキャラクター、原作・デスゲームもの・出演者それぞれのファンの多さ、海外での日本文化への関心の高さ、などが挙げられる。シーズン1と2の間に、同じNetflixのデスゲームドラマ『イカゲーム』がヒットしたことも追い風になった。出演者の演技についても、主演の二人のほか、チシヤ役の村上虹郎、ミラ役の仲里依紗、スペードのキング役の谷田歩、キューマ役の山下智久らの演技が反響を呼んでいる。

### 受賞
| 年   | 賞                                                     | 部門                                                    | 受賞者           | 結果       | Ref.          |
| ---- | ------------------------------------------------------ | ------------------------------------------------------- | ---------------- | ---------- | ------------- |
| 2021 | 第3回アジアコンテンツアワード 3rd Asia Contents Awards | Best Creative                                           | 今際の国のアリス | ノミネート | [ 35 ] [ 50 ] |
| 2021 | 第3回アジアコンテンツアワード 3rd Asia Contents Awards | Creative Beyond Border                                  | 今際の国のアリス | 受賞       | [ 35 ] [ 50 ] |
| 2021 | 第3回アジアコンテンツアワード 3rd Asia Contents Awards | Best OTT original                                       | 今際の国のアリス | ノミネート | [ 35 ] [ 50 ] |
| 2021 | 第3回アジアコンテンツアワード 3rd Asia Contents Awards | Technical Achievement                                   | 今際の国のアリス | ノミネート | [ 35 ] [ 50 ] |
| 2021 | 第3回アジアコンテンツアワード 3rd Asia Contents Awards | Best Actress                                            | 土屋太鳳         | ノミネート | [ 35 ] [ 50 ] |
| 2021 | Asian Academy Creative Awards                          | Best Cinematography                                     | 河津太郎         | 受賞       | [ 51 ]        |
| 2021 | Asian Academy Creative Awards                          | Best Visual or Special VFX in TV Series or Feature Film | 今際の国のアリス | 受賞       | [ 51 ]        |
| 2021 | Asian Academy Creative Awards                          | Best Direction (Fiction)                                | 佐藤信介         | 受賞       | [ 51 ]        |